# Portaferry Castle

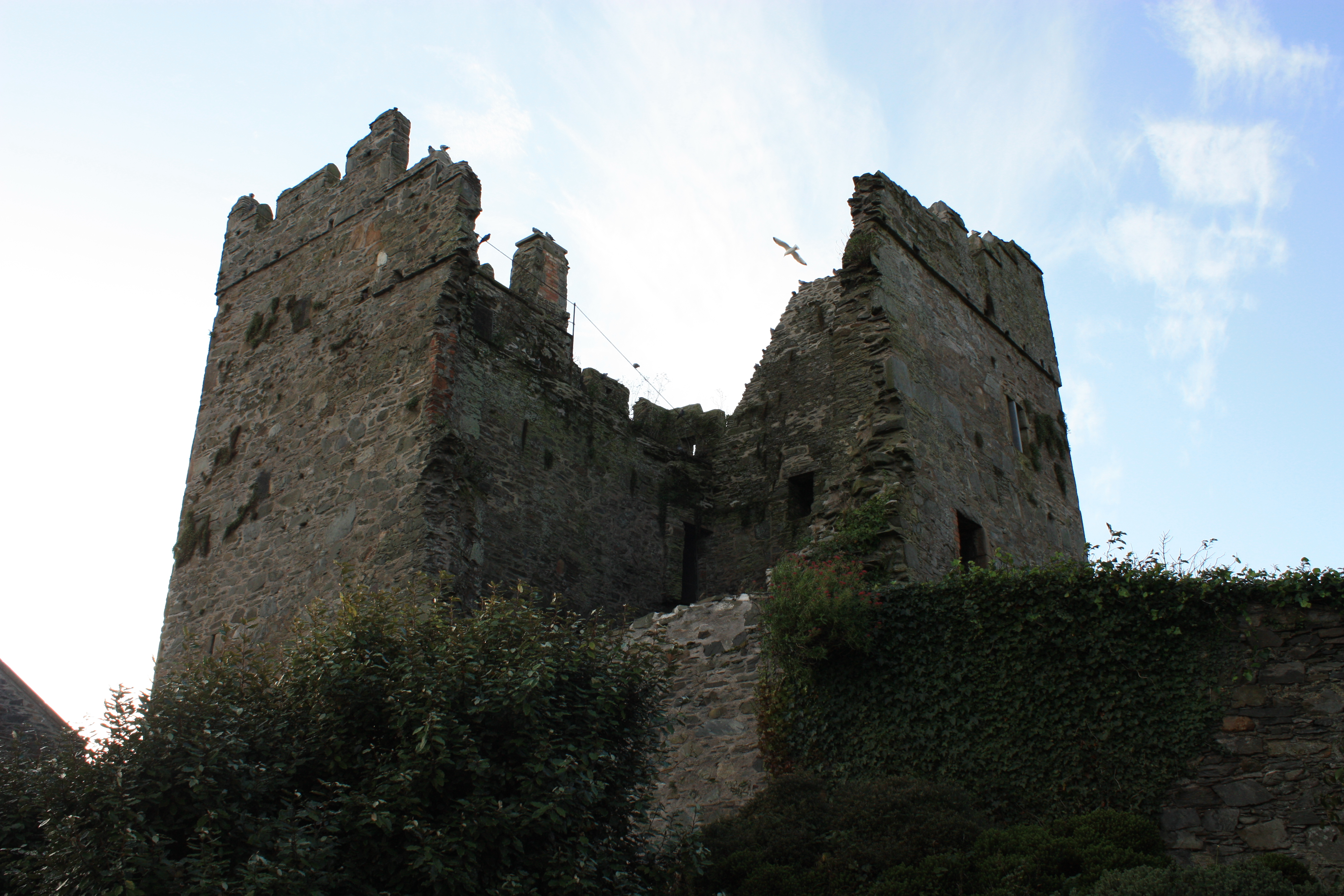
Portaferry Castle, Oktober 2009

Portaferry Castle (irisch Caisleán Phort an Pheire) ist eine Burgruine am Hafen von Portaferry im nordirischen County Down. Den kleinen Wohnturm ließ William de Savage im 16. Jahrhundert errichten. Heute ist er ein State Care Historic Monument im Townland von Ballyphilip im District Ards and North Down.

## Geschichte
Vermutlich ließ ein Mitglied der Familie Savage die Burg im 16. Jahrhundert errichten. 1635 ließ Patrick Savages Schwager, Sir James Montgomery aus Rosemount (Grey Abbey) die Burg reparieren. Er sorgte für neue Dächer und Böden, damit seine Schwester dort angenehmer leben konnte.

## Konstruktion
Es handelt sich um ein Gebäude mit quadratischem Grundriss und einem kleinen, hervortretenden Türmchen an der Südecke. Der Wohnturm hat drei Stockwerke und ein Dachgeschoss, alle ohne Gewölbe. Ein Großteil der Ostecke ist eingestürzt. Der Eingang im Untergeschoss wird durch kleine Maschikulis geschützt und der Eingang zum Raum im Erdgeschoss durch eine Meurtrière. Eine gebogene Treppe im Turm führt zum Obergeschoss und eine Wendeltreppe in der Westecke weiter zum Dachgeschoss.